# Tokot wad Bwoc
Tokot Bwoc Duwat
Tokot (ou Tokot, fils de Bwoc, fils de Duwat) est le neuvième souverain du peuple Shilluk, une ethnie africaine du Soudan du Sud fondée par le demi-dieu Nyikang. Il a exercé son pouvoir entre 1670 et 1690 (ces dates sont approximatives faute de sources écrites).

## Règne
Tokot est aussi connu sous les noms d’Ongai et de Nyau, ce dernier étant le prénom de sa mère. Les chroniques shilluk lui donnent le surnom de Conquérant. Son caractère mêlait la perspicacité avec une énergie guerrière impitoyable et son règne fut occupé à combattre les ethnies voisines.